# Cantón de Montagrier
El cantón de Montagrier era una división administrativa francesa, que estaba situada en el departamento de Dordoña y la región de Aquitania.

## Composición
El cantón estaba formado por once comunas:
- Celles
- Chapdeuil
- Creyssac
- Douchapt
- Grand-Brassac
- Montagrier
- Paussac-et-Saint-Vivien
- Saint-Just
- Saint-Victor
- Segonzac
- Tocane-Saint-Apre

## Supresión del cantón de Montagrier
En aplicación del Decreto nº 2014-218 de 21 de febrero de 2014, el cantón de Montagrier fue suprimido el 22 de marzo de 2015 y sus 11 comunas pasaron a formar parte del nuevo cantón de Brantôme.